# 해리 전초기지
해리 전초기지(영어: Outpost Harry)는 6.25 전쟁 당시 철의 삼각지대라고 불리는 한반도의 작은 언덕 꼭대기에 위치한 외딴 전초기지였다. 이 지역은 서울에서 북동쪽으로 약 100km 떨어져 있었으며, 휴전선 인근의 김화군과 철원군을 감제할 수 있는 고지였다. 중화인민공화국 측 사료에는 381동북방 무명고지(중국어: 381东北无名高地)라는 이름으로 알려져 있으며, 그리스 한국 원정군 병사들은 그리스 신화의 저승의 신 하데스의 이름을 따 하데스 기지라고 부르기도 했다.

## 전투
1953년 6월 10일 21시 30분, 중국 인민지원군 제221사단의 6연대와 5연대의 두 개 소대는 120문의 포병 지원을 받아 해리 전초기지를 방어하는 미군 15연대 K중대에 공격을 개시하였다. 10분 후, 측면을 우회한 한 소대가 미군 진지를 돌파하였다. 22시, 정면으로 공격한 인민지원군이 진지를 돌파하였다. 전투 시작 50분 후, 인민지원군이 진지를 장악하였다.
다음 날 3시 20분, 미군은 E중대와 C중대, 그리고 중전차 중대의 한 소대를 투입하여 반격을 개시하였고, 진지를 탈환하였다. 인민지원군은 이어서 1연대와 4연대를 동원하여 다시 공격을 감행하고 진지를 재탈환하였다. 미군은 B중대를 추가로 투입하였다. 이후 양측은 치열하게 교전하였고, 진지는 여러 차례 주인이 바뀌었다. 13일, 221단의 8, 9연대의 각 일부 6개 소대가 다시 고지를 점령하였으나 15일 최종적으로 철수하였다. 미군 3사단은 전투를 지원하기 위해 30여 대의 차량으로 증원 병력을 수송하였으나, 인민지원군의 로켓포병의 공격을 받았다. 16일, 미군은 진지의 방어를 그리스 대대에 인계하였다. 6월 18일 아침, 중인민지원군(PVA)은 자정 무렵에 돌아와 자신들의 포병과 박격포 사격을 뚫고 북동쪽과 북서쪽에서 해리 전초기지를 공격하였다. 인민지원군은 격퇴되어 철수하였으나, 여전히 그 지역에 머물렀다.

## 같이 보기
- 그리스 한국 원정군